# 1796年イギリス総選挙
1796年イギリス総選挙（1796ねんイギリスそうせんきょ、英語: 1796 British general election）は、1796年5月25日から6月29日にグレートブリテン王国で行われた議会（庶民院）議員の総選挙である。

## 概要
グレートブリテン議会は1707年にイングランド議会とスコットランド議会が合同したときに成立した。
グレートブリテン王国は1792年よりフランス革命戦争でフランスと戦っており、首相は1783年に就任したウィリアム・ピットである。ピットはホイッグ党とトーリー党の戦時連立内閣を率いていた。
主な野党はチャールズ・ジェームズ・フォックス率いる比較的に弱いホイッグ党の一派のフォックス派である。1797年以降の4年間はフォックスが議会から離脱する方針をとったため、政府は議会でほとんど反対に遭わず、ジョージ・ティアニー率いる少数の議員のみが登院して政府に反対した。アーチボルド・フォードによると、「少数派が75人に上ったのは一度だけで、ときどき10人未満だった」。

## 選挙データ

### 投票日
総選挙は1796年5月25日から6月29日まで行われた。この時代の選挙は全ての選挙区で同時に行われず、各バラや郡でバラバラに行われた（ハスティングも参照）。

### 改選数
- 558
  - バラ選挙区　　　：432
  - カウンティ選挙区：122
  - 大学選挙区　　　：004

### 選挙制度
- バラ選挙区
  - 1人区：032
  - 2人区：196
  - 4人区：002
- カウンティ選挙区
  - 1人区：042
  - 2人区：040
- 大学選挙区
  - 2人区：002

グレートブリテン議会が存在した全期間を通して、区割りが変更されることはなかった。
下記ではモンマスシャー（カウンティ議員2名とバラ議員1名）をウェールズに算入しているが、この時期に関する文献ではイングランドに算入する場合もある。

#### 選挙区と定数
| 地域 | 定数 | 選挙区 | 選挙区 | 選挙区 | 選挙区     | 選挙区     | 選挙区 |
| 地域 | 定数 | バラ   | バラ   | バラ   | カウンティ | カウンティ | 大学   |
| 地域 | 定数 | 1人区  | 2人区  | 4人区  | 1人区      | 2人区      | 2人区  |
| --- | ---- | ------ | ------ | ------ | ---------- | ---------- | ------ |
| イングランド                                                                                            | 486  | 4      | 196    | 2      | 0          | 39         | 2      |
| ウェールズ                                                                                              | 27   | 13     | 0      | 0      | 12         | 1          | 0      |
| スコットランド                                                                                          | 45   | 15     | 0      | 0      | 30         | 0          | 0      |
| 選挙区計                                                                                                | 314  | 32     | 196    | 2      | 42         | 40         | 2      |
| 定数計                                                                                                  | 558  | 32     | 392    | 8      | 42         | 80         | 4      |
| 出典： British Historical Facts 1760–1830, by Chris Cook and John Stevenson (The Macmillan Press 1980). |      |        |        |        |            |            |        |

## 選挙結果

### 党派別獲得議席
|      |              |           |          |        |  |
| 党派 | 党派         | 獲得 議席 | 増減     | 解散時 |  |
|      | ピット派     | 424       | 084      | 340    |  |
|      | フォックス派 | 95        | 088      | 183    |  |
|      | 欠員         | 39        | 004      | 35     |  |
| 総計 | 総計         | 558       | 増減なし | 558    |  |